# Nikki Reed
Nicole Houston Reed (Los Angeles, Kalifornija, 17. svibnja 1988.), poznatija kao Nikki Reed, američka je glumica i scenaristica. Proslavila se ulogom u filmu Thirteen, za koji je napisala scenarij. Od tada, Reed je glumila u nekoliko filmova, uključujući Lord of Dogtown i Minni's First Time. Također je portretirala Rosalie Hale u filmskoj adaptaciji knjige Sumrak spisateljice Stephenie Meyer.

## Životopis
Nikki Reed je rođena u Los Angelesu. Kćer je Cheryl Houston, kozmetičarke, i Setha Reeda, scenografa. Nikkin otac je Židov, a majka je Cherokee i talijanskog podrijetla. Odgojena je kao ateist dok je njezin brat Nathan Židov. Roditelji su se rastali kada je imala 2 godine, tako da je odrastala samo s majkom. Sebe opisuje kao sramežljivu i načitanu osobu. S 12 godina je postala buntovna i emocionalno nepostojana. Odnos između nje i majke postaje zategnut. U dobi od 14 godina, Nikki je izbačena iz škole, odselila se i počela živjeti sama. Nema nekakvu posebnu želju da postane glumica. 

## Karijera
Reed i Catherine Hardvicke su završile scenarij za film Thirteen u samo 6 dana, što je relativno kratko vrijeme za Hoolywoodski scenarij. Producenti su pitali Nikki da igra ulogu u filmu jer su smatrali da bi ta uloga bila neugodna za mnoge mlade glumice. Film u glavnoj ulozi s Evan Rachel Wood je pušten 2003. i donio je Nikki status glumice i scenaristice.  

## Filmografija
| Godina | Film               | Uloga             | Napomene           |
| ------ | ------------------ | ----------------- | ------------------ |
| 2003.  | Thirteen           | Evie Zamora       |                    |
| 2005.  | Man of God         | Zane Berg         |                    |
| 2005.  | Lords of Dogtown   | Kathy Alva        |                    |
| 2005.  | American Gun       | Tally             | ograničeno izdanje |
| 2006.  | The O.C.           | Sadie Campbell    | gostujuća uloga    |
| 2006.  | Mini's First Time  | Mini              | ograničeno izdanje |
| 2006.  | Justice            | Molly Larusa      | gostujuća uloga    |
| 2007.  | Cherry Crush       | Shay Bettencourt  |                    |
| 2007.  | Reaper             | Andi              |                    |
| 2008.  | Sumrak             | Rosalie Hale      |                    |
| 2008.  | Familiar Strangers | Allison           |                    |
| 2009.  | Chain Letter       | Jessie            | čekanje datuma     |
| 2009.  | Privileged         | Lauren Carrington | post-produkcija    |
| 2009.  | Last Day of Summer | Stefanie          | post-produkcija    |
| 2009.  | Mladi mjesec       | Rosalie Hale      | post-produkcija    |